# Rita Guerra
 (décembre 2009).
Si vous disposez d'ouvrages ou d'articles de référence ou si vous connaissez des sites web de qualité traitant du thème abordé ici, merci de compléter l'article en donnant les références utiles à sa vérifiabilité et en les liant à la section « Notes et références ».
Rita Guerra, de son vrai nom Rita Maria de Azevedo Mafra Guerra est une chanteuse portugaise née à Lisbonne le 22 octobre 1967.
Elle adore Elton John et Kim Carnes.
C'est en 1989 que Rita Guerra fait ses débuts sur la scène, aux côtés de Salvatore Adamo, au Casino de Estoril. Elle travaille longtemps avec les studios de production Dreamworks et la Warner Bros, pour les doublages des films Hercule, La Petite Sirène et Le Roi lion entre autres.
En 1992, elle participe pour la première fois au Festival RTP de la chanson où elle finit deuxième du classement. Sa deuxième participation a lieu en 2003 avec la chanson Deixa-me sonhar (mais uma vez). Elle obtient la première place, ce qui la désigne pour représenter le Portugal au Concours Eurovision de la chanson cette année-là.

## Discographie

### Albums Studio
- 1990 - Pormenores Sem A Mínima Importância (PolyGram) K7, LP, CD
- 1995 - Independence Days
- 2005 - Rita (farol)
- 2007 - Sentimento (Farol)

### Albums en Live
- 2008 - O Melhor de Rita Guerra - Acústico ao Vivo (Farol) CD+DVD

### Singles
- 2003 - Deixa-me sonhar (Só mais uma vez) Festival Eurovisão da Canção
- 2005 - Chegar a ti
- 2005 - À espera do Sol / Secretamente
- 2007 - Sentimento
- 2007 - Castelos no ar

### Autres Projets
- 1994 - As Canções do Século (com Lena D'Água e Helena Vieira)
- 1997 - Lisboa Em Pessoa (Casino do Estoril)
- 1997 - Tempo (Casino do Estoril)
- 2000 - Desencontros (em dueto com Beto)
- 2001 - Da Gama (disco produzido por Pedro Osório)
- 2003 - Portugal a Cantar

### Compilations
- 199? - Brincando Com O Fogo
- 1993 - As Melhores Baladas da Música Portuguesa, Vol.1 - "Mesmo Assim"
- 1996 - In Love - "Waiting in the wings / Love is" (com Beto)
- 2004 - Queridas Feras (BSO) - "Brincando Com O Fogo"
- 2006 - As Canções da Disney

### Participations
- 1991 - LX-90 - Uma Revolução Por Minuto [1]
- 1992 - José Cid - Camões, as descobertas... e nós no tema "Caminho da Índia" [2]
- 1994 - João Braga - Em Nome do Fado [3],[4]
- 1998 - Ovelha Negra - Por Este Andar Ainda Acabo a Morrer em Lisboa  no tema "Eu Menti À Saudade" [3]
- 1998 - Ovelha Negra - Rádio internacional Saudade[3]
- 1999 - Herman José - Christmas Songs no tema " The Christmas Song" [5]
- 2002 - Corvos - "A Portuguesa" [3]
- 2006 - Ronan Keating "All Over Again" [6]
- 2008 - Sexto Sentido - Sexto Sentido Edição 2008; no tema "Só Tu" [7]